# Paula Kania-Choduń
Paula Kania-Choduń (ur. 6 listopada 1992 w Sosnowcu) – była polska tenisistka, reprezentantka kraju w Pucharze Billie Jean King. Mistrzyni Polski w grze pojedynczej, podwójnej i mieszanej, a także drużynowa mistrzyni Polski. Zwyciężczyni jednego turnieju WTA w grze podwójnej.

## Kariera tenisowa
Zaczęła grać w tenisa w wieku siedmiu lat. Pierwszy kontakt z profesjonalnym tenisem miał miejsce w maju 2007 roku, w kwalifikacjach do turnieju ITF w Warszawie. Debiut nie był udany i tenisistka po przegraniu pierwszego meczu z Kim Grajdek odpadła z kwalifikacji. W sierpniu tego samego roku otrzymała dziką kartę do turnieju głównego w Gdyni, ale zarówno w singlu, jak i w deblu odpadła po pierwszej rundzie. We wrześniu zagrała w Kędzierzynie-Koźlu i o ile w singlu odpadła już w pierwszej rundzie, to w deblu (w parze z Weroniką Domagałą) dotarła do półfinału. Pierwszy wygrany mecz singlowy zaliczyła w lipcu 2008 roku, na turnieju w Toruniu, gdzie pokonała w pierwszej rundzie Verdianę Verardi. W maju 2009 roku dotarła do półfinału gry singlowej w Warszawie, pokonując między innymi Sarah Gronert.
W 2010 roku odniosła pierwsze znaczące sukcesy. Na początku lipca wywalczyła złoty medal w tenisowych mistrzostwach Polski, pokonując w finale Aleksandrę Rosolską. Potem, w parze z Weroniką Domagałą, wygrała turniej deblowy w Pieszczanach, a we wrześniu zwyciężyła w singlu, na turnieju w Gliwicach. Rok 2011 przyniósł jej kolejne sukcesy w postaci jednego wygranego turnieju w grze pojedynczej i dwóch w grze podwójnej rangi ITF.
W maju 2010 roku po raz pierwszy wystąpiła na turnieju WTA Tour. Miało to miejsce w Warszawie, gdzie z dziką kartą w parze z Magdą Linette zagrała w pierwszej rundzie turnieju głównego. We wrześniu 2012 roku wystąpiła w kwalifikacjach gry pojedynczej do turnieju Tashkent Open, ale przegrała w pierwszej rundzie z Jekatieriną Byczkową. Sukcesem natomiast okazał się jej udział w turnieju gry podwójnej. Wystąpiła w nim z Paliną Piechawą, z którą w finale pokonały parę Anna Czakwetadze/Wiesna Dołonc. Było to pierwsze zwycięstwo tenisistki w rozgrywkach cyklu WTA Tour.
W 2013 roku, razem z zespołem Carbo Koks Górnik Bytom, zdobyła tytuł drużynowej mistrzyni Polski.
W 2014 roku razem z Oksaną Kalasznikową zanotowała finał zawodów WTA International Series w Stambule. W meczu mistrzowskim para przegrała z Misaki Doi i Eliną Switoliną wynikiem 4:6, 0:6.
W 2015 roku, razem z zespołem Carbo Koks Górnik Bytom, ponownie zdobyła tytuł drużynowej mistrzyni Polski.

## Finały turniejów WTA
| Legenda                     | Legenda |
| --------------------------- | ------- |
| Wielki Szlem                |         |
| Igrzyska olimpijskie        |         |
| WTA Tour Championships      |         |
| 2009 – 2020                 |         |
| WTA Premier Mandatory       |         |
| WTA Premier 5               |         |
| WTA Premier                 |         |
| WTA International Series    |         |
| WTA 125K series (2012–2020) |         |

### Gra podwójna 6 (1-5)
| Końcowy wynik | Nr | Data             | Turniej       | Nawierzchnia    | Partnerka           | Przeciwniczki                         | Wynik finału    |
| ------------- | -- | ---------------- | ------------- | --------------- | ------------------- | ------------------------------------- | --------------- |
| Zwyciężczyni  | 1. | 15 września 2012 | Taszkent      | Twarda          | Palina Piechawa     | Anna Czakwetadze Wiesna Dołonc        | 6:2, krecz      |
| Finalistka    | 1. | 20 lipca 2014    | Stambuł       | Twarda          | Oksana Kalasznikowa | Misaki Doi Elina Switolina            | 4:6, 0:6        |
| Finalistka    | 2. | 4 sierpnia 2014  | Stanford      | Twarda          | Kateřina Siniaková  | Garbiñe Muguruza Carla Suárez Navarro | 2:6, 6:4, 5–10  |
| Finalistka    | 3. | 31 lipca 2015    | Florianópolis | Ceglana         | María Irigoyen      | Annika Beck Laura Siegemund           | 3:6, 6:7(1)     |
| Finalistka    | 4. | 20 września 2015 | Québec        | Dywanowa (hala) | María Irigoyen      | Barbora Krejčíková An-Sophie Mestach  | 6:4, 3:6, 10–12 |
| Finalistka    | 5. | 29 kwietnia 2016 | Praga         | Ceglana         | María Irigoyen      | Margarita Gasparian Andrea Hlaváčková | 4:6, 2:6        |

## Wygrane turnieje rangi ITF
| turnieje z pulą nagród 100 000 $   |
| turnieje z pulą nagród 75/80 000 $ |
| turnieje z pulą nagród 50/60 000 $ |
| turnieje z pulą nagród 25 000 $    |
| turnieje z pulą nagród 15 000 $    |
| turnieje z pulą nagród 10 000 $    |

### Wygrane turnieje singlowe (5)
|    | Data       | Turniej     | Naw.   | Finalistka      | Wynik            |
| 1. | 05/09/2010 | Gliwice     | ziemna | Anna Korzeniak  | 7:6(2), 3:6, 7:5 |
| 2. | 24/07/2011 | Horb        | ziemna | Carina Witthöft | 4:6, 6:4, 7:5    |
| 3. | 07/07/2013 | Toruń       | ziemna | Katarzyna Piter | 6:4, 6:4         |
| 4. | 02/11/2013 | Tajpej      | twarda | Zarina Dijas    | 6:1, 6:3         |
| 5. | 10/08/2014 | Landisville | twarda | Ons Jabeur      | 5:7, 6:3, 6:4    |

### Wygrane turnieje deblowe (14)
|     | Data       | Turniej           | Naw.            | Partnerka             | Finalistki                               | Wynik          |
| 1.  | 16/07/2010 | Pieszczany        | ziemna          | Weronika Domagała     | Gabriela Horackova Petra Krejsova        | 0:6, 6:1, 10–5 |
| 2.  | 20/03/2011 | Amiens            | ziemna          | Barbara Sobaszkiewicz | Iveta Gerlova Lucie Kriegsmannova        | 3:6, 6:4, 10–6 |
| 3.  | 24/07/2011 | Horb              | ziemna          | Katarzyna Kawa        | Vaszilisza Bulgakova Christina Shakovets | 1:6, 6:3, 10–2 |
| 4.  | 22/01/2012 | Stuttgart         | twarda          | Ksienija Łykina       | Ludmyła Kiczenok Nadija Kiczenok         | 6:4, 6:3       |
| 5.  | 11/03/2012 | Fort Walton Beach | twarda          | Madison Brengle       | Jelena Bowina Alizé Lim                  | 6:3, 6:4       |
| 6.  | 04/05/2012 | Moskwa            | twarda          | Palina Piechawa       | Tatiana Kotelnikowa Lidzija Marozawa     | 6:4, 3:6, 10–7 |
| 7.  | 21/10/2012 | Sewilla           | ziemna          | Katarzyna Piter       | Aleksandrina Najdenowa Teliana Pereira   | 5:7, 6:4, 10–6 |
| 8.  | 02/06/2013 | Maribor           | ziemna          | Magda Linette         | Mailen Auroux María Irigoyen             | 6:3, 6:0       |
| 9.  | 14/06/2013 | Padwa             | ziemna          | Irina Chromaczowa     | Cristina Dinu Maša Zec Peškirič          | 6:3, 6:1       |
| 10. | 05/07/2013 | Toruń             | ziemna          | Magda Linette         | Julija Bejhelzimer Elena Bogdan          | 6:2, 4:6, 10–5 |
| 11. | 26/10/2013 | Casablanca        | ziemna          | Walerija Sołowjowa    | Cecilia Costa Melgar Anastasia Grymalska | 7:6(3), 6:4    |
| 12. | 10/05/2015 | Tunis             | ziemna          | María Irigoyen        | Julie Coin Stéphanie Foretz              | 6:1, 6:3       |
| 13. | 13/09/2020 | Saint-Malo        | ziemna          | Katarzyna Piter       | Magdalena Fręch Viktorija Golubic        | 6:2, 6:4       |
| 14. | 20/02/2021 | Altenkirchen      | dywanowa (hala) | Julia Wachaczyk       | Viktorija Golubic Ylena In-Albon         | 7:6(5), 6:4    |

## Puchar Federacji

### Gra pojedyncza
| Rok  | Runda                      | Data i miejsce                            | Przeciwnik              | Nawierzchnia  | Rywal           | Zwycięstwo/Porażka | Rezultat      |
| ---- | -------------------------- | ----------------------------------------- | ----------------------- | ------------- | --------------- | ------------------ | ------------- |
| 2016 | Grupa Światowa II          | 6–7 lutego 2016 Kailua, Stany Zjednoczone | Stany Zjednoczone (0:4) | Twarda        | Venus Williams  | Porażka            | 5:7, 2:6      |
| 2016 | Grupa Światowa II          | 6–7 lutego 2016 Kailua, Stany Zjednoczone | Stany Zjednoczone (0:4) | Twarda        | Sloane Stephens | nie rozegrano      |               |
| 2016 | Grupa światowa II Play-off | 16–17 kwietnia 2016 Inowrocław, Polska    | Chińskie Tajpej (1:4)   | Twarda (hala) | Hsu Ching-wen   | Porażka            | 3:6, 4:6      |
| 2016 | Grupa światowa II Play-off | 16–17 kwietnia 2016 Inowrocław, Polska    | Chińskie Tajpej (1:4)   | Twarda (hala) | Lee Ya-hsuan    | Porażka            | 6:2, 3:6, 7:9 |

### Gra podwójna
| Rok  | Runda                 | Data i miejsce                            | Przeciwnik              | Nawierzchnia  | Partnerka            | Rywalki                               | Zwycięstwo/Porażka | Rezultat     |
| ---- | --------------------- | ----------------------------------------- | ----------------------- | ------------- | -------------------- | ------------------------------------- | ------------------ | ------------ |
| 2013 | Europa/Afryka Grupa I | 6–8 lutego 2013 Ejlat, Izrael             | Rumunia (2:1)           | Twarda        | Alicja Rosolska      | Sorana Cîrstea Raluca Olaru           | Porażka            | 6:7(10), 2:6 |
| 2013 | Europa/Afryka Grupa I | 6–8 lutego 2013 Ejlat, Izrael             | Turcja (3:0)            | Twarda        | Alicja Rosolska      | Başak Eraydın İpek Soylu              | Zwycięstwo         | 7:5, 7:6(4)  |
| 2016 | Grupa Światowa II     | 6–7 lutego 2016 Kailua, Stany Zjednoczone | Stany Zjednoczone (0:4) | Twarda        | Klaudia Jans-Ignacik | Bethanie Mattek-Sands Coco Vandeweghe | Porażka            | 1:6, 5:7     |
| 2017 | Europa/Afryka Grupa I | 8–11 lutego 2011 Tallinn, Estonia         | Austria (2:1)           | Twarda (hala) | Katarzyna Piter      | Julia Grabher Tamira Paszek           | Zwycięstwo         | 6:3, 6:2     |
| 2017 | Europa/Afryka Grupa I | 8–11 lutego 2011 Tallinn, Estonia         | Gruzja (2:1)            | Twarda (hala) | Magdalena Fręch      | Oksana Kalasznikowa Sopia Szapatawa   | Porażka            | walkower     |